# Andrezinho (football, 1985)
Pour les articles homonymes, voir Andrezinho.
André Luiz Rodrigues Lopes surnommé Andrezinho est un footballeur brésilien né le 15 février 1985. Il évolue au poste de milieu offensif.